# Rosemary Stirling
Rosemary Olivia Stirling po mężu Wright (ur. 11 grudnia 1947 w Timaru) – szkocka lekkoatletka, sprinterka i biegaczka średniodystansowa, mistrzyni Europy z 1969 i kilkakrotna rekordzistka świata.
Urodziła się w Nowej Zelandii ze szkockiego ojca i angielskiej matki. Po przyjechaniu do Wielkiej Brytanii mieszkała w Wolverhampton.
Jako reprezentantka Szkocji wystąpiła na Igrzyskach Imperium Brytyjskiego i Wspólnoty Brytyjskiej w 1966 w Kingston, zajmując 4. miejsca w biegach na 440 jardów i na 880 jardów. Startując w barwach Wielkiej Brytanii odpadła w półfinale biegu na 400 metrów na mistrzostwach Europy w 1966 w Budapeszcie. Zajęła 5. miejsce w biegu na 800 metrów na europejskich igrzyskach halowych w 1967 w Pradze.
Na europejskich igrzyskach halowych w 1969 w Belgradzie zdobyła brązowy medal w biegu na 400 metrów.
Zdobyła złoty medal w sztafecie 4 × 400 metrów na mistrzostwach Europy w 1969 w Atenach. Sztafeta brytyjska w składzie: Stirling, Pat Lowe, Janet Simpson i Lillian Board ustanowiła wówczas rekord świata rezultatem 3:30,8. Stirling zajęła również 8. miejsce w finale biegu na 400 metrów. Na halowych mistrzostwach Europy w 1970 w Wiedniu startowała w biegu na 800 metrów, ale odpadła w eliminacjach.
Zwyciężyła w biegu na 800 metrów na Igrzyskach Brytyjskiej Wspólnoty Narodów w 1970 w Edynburgu, po zaciekłym finiszu, wyprzedzając Pat Lowe o 0,03 sekundy i Cheryl Peasley z Australii o 0,09 sekundy.
Zdobyła brązowy medal w biegu na 800 metrów na halowych mistrzostwach Europy w 1971 w Sofii. Powtórzyła to osiągnięcie na mistrzostwach Europy w 1971 w Helsinkach, a w sztafecie 4 × 400 metrów zajęła wraz z koleżankami 4. miejsce.
Na igrzyskach olimpijskich w 1972 w Monachium Stirling zajęła 7. miejsce w finale biegu na 800 metrów poprawiając rekord Wielkiej Brytanii czasem 2:00,15, a sztafeta 4 × 400 metrów z jej udziałem zajęła 5. miejsce. Odpadła w eliminacjach biegu na 800 metrów na halowych mistrzostwach Europy w 1973 w Rotterdamie, a na halowych mistrzostwach Europy w 1974 w Göteborgu zajęła w tej konkurencji 4. miejsce.
Zajęła 4. miejsce w sztafecie 4 × 400 metrów i odpadła w półfinale biegu na 800 metrów na Igrzyskach Brytyjskiej Wspólnoty Narodów w 1974 w Christchurch. Odpadła w półfinale biegu na 800 metrów na mistrzostwach Europy w 1974 w Rzymie.
Oprócz rekordu świata w sztafecie 4 × 400 metrów Stirling ustanowiła jeszcze cztery rekordy świata, wszystkie w biegach sztafetowych: w sztafecie 3 × 880 jardów (w składzie: Stirling, Lowe i Pam Piercy, czas 6:25,2 osiągnięty 30 lipca 1967 w Budapeszcie), w sztafecie 3 × 800 metrów (ten sam skład, czas 6:20,0, [28 sierpnia 1967 w Londynie) i dwukrotnie w sztafecie 4 × 800 metrów (do wyniku 8:25,0 w składzie: Stirling, Georgina Craig, Lowe i Sheila Carey 5 września 1970 w Londynie).
Była wicemistrzynią Wielkiej Brytanii w biegu na 800 metrów w 1971 oraz brązową medalistką na tym dystansie w 1973 i w biegu na 440 jardów w 1966 i 1967. W hali była mistrzynią w biegu na 440 jardów w 1967, na 400 metrów w 1969 i na 800 metrów w 1970, 1971 i 1974, wicemistrzynią na 440 jardów w 1966, a także brązową medalistką na 800 metrów w 1969.
Była rekordzistką Wielkiej Brytanii w biegu na 800 metrów z czasem 2:00,15 (3 września 1972 w  Monachium) i kilkakrotnie w sztafecie 4 × 400 metrów do wyniku 3:28,74 (10 września 1972 w Monachium).
Wyszła za mąż za Trevora Wrighta, wicemistrza Europy w maratonie z 1971.